# Myrmotherula axillaris
Myrmotherula axillaris е вид птица от семейство Thamnophilidae.

## Разпространение
Видът е разпространен в Боливия, Бразилия, Венецуела, Гвиана, Еквадор, Колумбия, Коста Рика, Мексико, Никарагуа, Панама, Перу, Суринам, Тринидад и Тобаго, Френска Гвиана и Хондурас.